# Aspistor quadriscutis
Aspistor quadriscutis är en fiskart som först beskrevs av Valenciennes, 1840.  Aspistor quadriscutis ingår i släktet Aspistor och familjen Ariidae. Inga underarter finns listade.